# Chonlatit Jantakam
Cholratit Jantakam (tiếng Thái: ชลทิตย์ จันทคาม, sinh ngày 2 tháng 6 năm 1985), còn được biết với tên đơn giản Chol (tiếng Thái: ชล), là một Cầu thủ bóng đá người Thái Lan thi đấu ở vị trí hậu vệ cho câu lạc bộ Giải bóng đá Ngoại hạng Thái Lan Chonburi.

## Sự nghiệp câu lạc bộ
Anh thi đấu cho Chonburi FC ở vòng bảng Giải vô địch bóng đá các câu lạc bộ châu Á 2008.

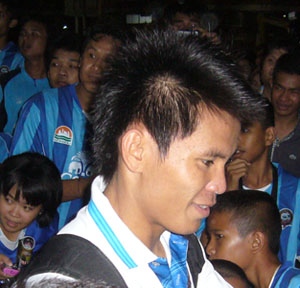
Chonlatit Jantakam trong đội hình Chonburi.

## Sự nghiệp quốc tế
Nhờ màn trình diễn xuất sắc ở Giải bóng đá ngoại hạng Thái Lan, Cholratit được triệu tập vào đội tuyển quốc gia theo đội hình của Peter Reid. Anh được triệu tập với 35 cầu thủ khác tham dự T&T Cup 2008 tổ chức tại Việt Nam. Anh có màn ra mắt trước CHDCND Triều Tiên ngày 28 tháng 10 năm 2008 ở T&T Cup 2008. Cholratit là thành viên của đội hình vô địch T&T Cup 2008. Anh từng là thành viên của Giải vô địch bóng đá Đông Nam Á 2012. Năm 2013, anh được triệu tập vào đội tuyển quốc gia bởi Surachai Jaturapattarapong để tham dự Vòng loại Cúp bóng đá châu Á 2015. Vào tháng 10 năm 2013 anh đá một trận giao hữu trước Bahrain. Vào 15 tháng 10 năm 2013 anh thi đấu trước Iran ở Vòng loại Cúp bóng đá châu Á 2015.

## Danh hiệu

### Câu lạc bộ
Chonburi
- Giải bóng đá Ngoại hạng Thái Lan
  -  Vô địch (1): 2007
- Cúp Hiệp hội Bóng đá Thái Lan
  -  Vô địch (1): 2010
- Cúp Hoàng gia Kor
  -  Vô địch (4): 2008, 2009, 2010, 2011

### Quốc tế
U-23 Thái Lan
- Sea Games
  -  Huy chương Vàng (1): 2007

Thái Lan
- T&T Cup
  -  Vô địch (1): 2008